# Atletika na Letních olympijských hrách 1980 – 400 metrů ženy
 Běh na 400 metrů žen na Letních olympijských hrách 1980 se uskutečnil ve dnech 25., 27. a 28. července  na Olympijském stadionu v Moskvě. Vítězkou se stala východoněmecká reprezentantka Marita Kochová, stříbrnou medaili získala československá reprezentantka Jarmila Kratochvílová a bronz Christina Lathanová z NDR.

## Výsledky finálového běhu
| *                | jméno                 | země                           | čas   |
| ---------------- | --------------------- | ------------------------------ | ----- |
| Zlatá medaile    | Marita Kochová        | Německá demokratická republika | 48,88 |
| Stříbrná medaile | Jarmila Kratochvílová | Československo                 | 49,46 |
| Bronzová medaile | Christina Lathanová   | Německá demokratická republika | 49,66 |
| 4                | Irina Nazarovová      | Sovětský svaz                  | 50,07 |
| 5                | Nina Zjuskovová       | Sovětský svaz                  | 50,17 |
| 6                | Gabriele Löweová      | Německá demokratická republika | 51,33 |
| 7                | Pirjo Häggmanová      | Finsko                         | 51,35 |
| 8                | Linsey MacDonaldová   | Velká Británie                 | 52,40 |